# Willem Gerrit van de Poll
Willem Gerrit van de Poll (Amsterdam, 25 november 1763 – 's-Gravenhage, 19 december 1836) was een Nederlands politicus en financieel specialist. De familie Van de Poll was sterk betrokken bij het bankiers- en hypotheekwezen, in het bijzonder vanaf 1770, bij het verlenen van krediet aan planters in Suriname.

## Levensloop
Van de Poll studeerde van 1780 tot 1783 in Leiden. In 1781 monsterde hij aan als vrijwilliger op het oorlogsschip Holland en nam deel aan de Slag bij de Doggersbank. Van de Poll trouwde in 1786 met een dochter van de prinsgezinde Joan Graafland Hij werd benoemd als secretaris van de Sociëteit van Suriname in 1786, maar gaf de functie in 1788 op toen hij Willem Six had ingewerkt.
Vanaf 1800 bewoonde hij Herengracht 518, nu het Museum Geelvinck Hinlopen Huis. Van de Poll bezette diverse functies bij de marine, bankwezen en justitie ten tijde van de Bataafse Republiek en Koninkrijk Holland, maar verhuisde naar Den Haag rond 1813.
In 1817 is Van de Poll in de adelstand verheven. Vervolgens werd hij gekozen tot lid van Tweede Kamer (1818-1824). Van de Poll was in 1824 medeoprichter en eerste president van de Nederlandsche Handel-Maatschappij. Deze veeleisende functie gaf hij na drie jaar op. Hij werd lid van de Eerste Kamer (1827-1836).

## Familierelaties
- Hij was de vader van jhr. W.G. van de Poll, lid Raad van State (1826-1858)
- Hij was de broer van J. van de Poll, lid van het Wetgevend Lichaam (1808-1810)

- Biografisch Portaal: 43945826
- Digitale Bibliotheek voor de Nederlandse Letteren: poll025
- International Standard Name Identifier: 0000 0003 9194 5386
- Nederlandse Thesaurus van Auteursnamen: 151195986
- Parlement.com: vg09lls4tnwk
- Virtual International Authority File: 285879399
- WorldCat: E39PBJcgvJkbgBvkFDxdbrw9jC